# Ракша, Василий Денисович
Васи́лий Дени́сович Ракша́ (род. 23 июня 1987, Москва) — российский актёр театра и кино, ведущий Канала Disney (2010—2015) и Радио Disney (2014—2015).

## Биография
Василий Ракша родился 23 июня 1987 года в семье востоковедов, вместе с двумя братьями-близнецами.
Отец — Денис Григорьевич Ракша работает старшим партнёром компании «НЕОКОН» и ведущим программы «Экономика по-русски» на радиостанции «Русская служба новостей». Мать — Марина Александровна Ракша, председатель профсоюза работников домашнего хозяйства «8 марта».
В семье пятеро сыновей: старший из них — Александр (экономист), трое близнецов — Сергей (маркетолог), Максим (дизайнер) и Василий, младший из братьев — Денис (работник сферы компьютерной безопасности).
В 2007 году окончил Институт современного искусства, образовательная программа «Актёрское искусство».
В 2010 году прошёл курсы в New York Film Academy.
С 2010 по 2015 годы являлся ведущим на Канале Disney.
С сентября 2014 года по июнь 2015 года является ведущим воскресного хит-парада «Радио Disney TOP 20» на Радио Disney.
14 июня 2015 года на пресс-конференции, посвящённой фильму Анны Меликян «Про любовь», сообщил о своём уходе с Канала Disney.
В тот же день полнометражный фильм «Про любовь» режиссёра Анны Меликян, в котором Василий Ракша сыграл вместе с Марией Шалаевой, Ренатой Литвиновой и другими, получил Главный приз и Приз жюри кинопрокатчиков на XXVI кинофестивале «Кинотавр» в Сочи.

## Творческая деятельность

### Театральные работы
С 2007 по 2009 годы работал в Московском театральном товариществе «Старый театр».
Критики отметили успех актёра в главных ролях в спектакле по пьесе Уильяма Сарояна «В горах моё сердце…» (режиссёр Карен Нерсисян) и в фильме «Туман» (реж. Иван Шурховецкий и Артём Аксёненко).

#### Дипломные спектакли
- «На дне» (по пьесе Максима Горького) — Татарин, крючник
- «Предназначено на слом» (по пьесе Теннесси Уильямса) — Том
- «Ромео и Джульетта» (по трагедии Уильяма Шекспира) — Джованни, францисканский монах

#### Московское театральное товарищество «Старый театр»
- «В горах моё сердце…» (по пьесе Уильяма Сарояна, режиссёр Карен Нерсисян) — Джонни[7]

## Фильмография
| Год  |   | Название                                         | Роль                                 |
| ---- | - | ------------------------------------------------ | ------------------------------------ |
| 2005 | с | Виола Тараканова. В мире преступных страстей 2   | Имя персонажа не указано             |
| 2007 | с | Татьянин день                                    | Василий                              |
| 2007 | с | Кто в доме хозяин? (129-я серия. «Подкаблучник») | Гена                                 |
| 2008 | с | Шаг за шагом                                     | Ден                                  |
| 2008 | ф | Голоса рыб                                       | Никита (главная роль)                |
| 2008 | с | Принцесса цирка                                  | Святослав (главная роль)             |
| 2008 | с | Гуманоиды в Королёве                             | студент Вася                         |
| 2008 | с | След                                             | Геннадий (главная роль в серии)      |
| 2009 | с | Приколы на переменке                             | Тёма (главная роль)                  |
| 2009 | с | Если нам судьба                                  | Военный офицер                       |
| 2009 | с | Петровка, 38. Команда Семёнова                   | Роман Сидоров (главная роль в серии) |
| 2010 | с | Приколы на переменке 2                           | Тёма (главная роль)                  |
| 2010 | с | Сердце капитана Немова                           | Олег Мулявин (главная роль)          |
| 2010 | ф | Туман                                            | рядовой Павел Рюмин (главная роль)   |
| 2011 | с | Акула                                            | Юра Шилов (главная роль)             |
| 2011 | с | Чучело 2                                         | Костя (главная роль)                 |
| 2011 | с | Приколы на переменке: Новая школа                | Тёма (главная роль)                  |
| 2012 | с | Детка                                            | Никита Маевский (главная роль)       |
| 2012 | с | Без следа                                        | Роман Лапшин                         |
| 2013 | с | Любит — не любит                                 | Андрей (главная роль)                |
| 2014 | ф | Стартап                                          | Павел Баранов                        |
| 2015 | ф | Счастье — это...                                 | продавец велосипедов                 |
| 2015 | ф | Про любовь                                       | Тайто (главная роль в новелле)       |

## Озвучивание
- 2012 — Храбрая сердцем — сын лорда Макинтоша

## Телевидение
- 2010 — «Disney 365» (Канал Disney)
- 2011 
  - «Кинопутешественники» (Канал Disney)
  - «Мой Camp Rock» (Канал Disney)
- 2012 — «Танцевальная лихорадка: Твой выход!» (Канал Disney)
- 2012—2013 — «Звезда канала Disney» (Канал Disney)